# 科什德
科什德，是匈牙利佩斯州所辖的一个村。总面积34.08平方公里，总人口2516，人口密度73.8人/平方公里（2011年1月1日）。